# Бер, Карина
Карина Бер (нем. Carina Bär; род. 23 января 1990, Хайльбронн) — немецкая гребчиха, выступает за сборную Германии по академической гребле начиная с 2007 года. Чемпионка летних Олимпийских игр в Рио-де-Жанейро, серебряная призёрка Олимпиады в Лондоне, двукратная чемпионка мира, трёхкратная чемпионка Европы, победительница многих регат национального и международного значения.

## Биография
Карина Бер родилась 23 января 1990 года в городе Хайльбронн, ФРГ. Заниматься академической греблей начала в 2005 году, проходила подготовку в местном гребном клубе «Швабен».
Впервые заявила о себе в гребле в 2007 году, став пятой в парных двойках на чемпионате мира среди юниоров в Пекине. Год спустя на юниорском мировом первенстве Линце одержала победу в зачёте одиночек. Ещё через год получила бронзу на молодёжном первенстве мира в Рачице и выступила на взрослом чемпионате Европы в Бресте, где, тем не менее, попасть в число призёров не смогла.
Первого серьёзного успеха на взрослом международном уровне добилась в сезоне 2010 года, когда вошла в основной состав немецкой национальной сборной и побывала на чемпионате мира в Карапиро, откуда привезла награду бронзового достоинства, выигранную в зачёте парных четвёрок. Также в этом сезоне в той же дисциплине была лучшей на домашнем этапе Кубка мира в Мюнхене и завоевала серебряную медаль на чемпионате Европы в Монтемор-у-Велью.
В 2011 году получила серебро и бронзу на этапах Кубка мира в Мюнхене и Люцерне соответственно, стала серебряной призёркой молодёжного мирового первенства в Амстердаме, тогда как на взрослом мировом первенстве в Бледе квалифицировалась лишь в утешительный финал B.
Благодаря череде удачных выступлений удостоилась права защищать честь страны на летних Олимпийских играх 2012 года в Лондоне — совместно с Аннекатрин Тиле, Юлией Рихтер и Бриттой Оппельт финишировала в парных четвёрках на второй позиции позади экипажа из Украины и тем самым завоевала серебряную олимпийскую медаль. 
После лондонской Олимпиады Бер осталась в составе гребной команды Германии на ещё один олимпийский цикл и продолжила принимать участие в крупнейших международных регатах. Так, в 2013 году в четвёрках она побеждала на всех соревнованиях, в которых принимала участие, в том числе на двух этапах Кубка мира, на чемпионате Европы в Севилье и на чемпионате мира в Чхунджу.
В 2014 году отметилась победами на двух этапах Кубка мира, была лучшей на мировом первенстве в Амстердаме, став таким образом двукратной чемпионкой мира по академической гребле.
В 2015 году в четвёрках выиграла международную регату в Бледе, три этапа Кубка мира, чемпионат Европы в Познани. При этом на чемпионате мира в Эгбелете получила серебро, уступив в финале спортсменкам из США.
Одержав победу на домашнем европейском первенстве 2016 года в Бранденбурге, затем представляла страну на Олимпийских играх в Рио-де-Жанейро. В составе четырёхместного парного экипажа, куда также вошли гребчихи Аннекатрин Тиле, Юлия Лир и Лиза Шмидла, обошла в финале всех своих соперниц и завоевала золотую олимпийскую медаль. За это выдающееся достижение 1 ноября 2016 года была награждена высшей спортивной наградой Германии «Серебряный лавровый лист».
На чемпионате мира 2018 года в Пловдиве стартовала в двойках и отобралась только в утешительный финал B.